# Peißen (Saalekreis)
Peißen este o comună în Saxonia-Anhalt, Germania